# شيريل تشين
شيريل تشين (بالإنجليزية: Cheryl Chin)‏ هي ممثلة أمريكية، ولدت في 11 نوفمبر 1979 في سنغافورة.

## أعمال

### أفلام
- (2010) ماشيتي[5][6][7]

## وصلات خارجية
- شيريل تشين على موقع IMDb (الإنجليزية)
- شيريل تشين على موقع ألو سيني (الفرنسية)
- شيريل تشين على موقع أول موفي (الإنجليزية)
- شيريل تشين على موقع قاعدة بيانات الفيلم (الإنجليزية)
- شيريل تشين على موقع كينوبويسك (الروسية)